# Klokbekercultuur

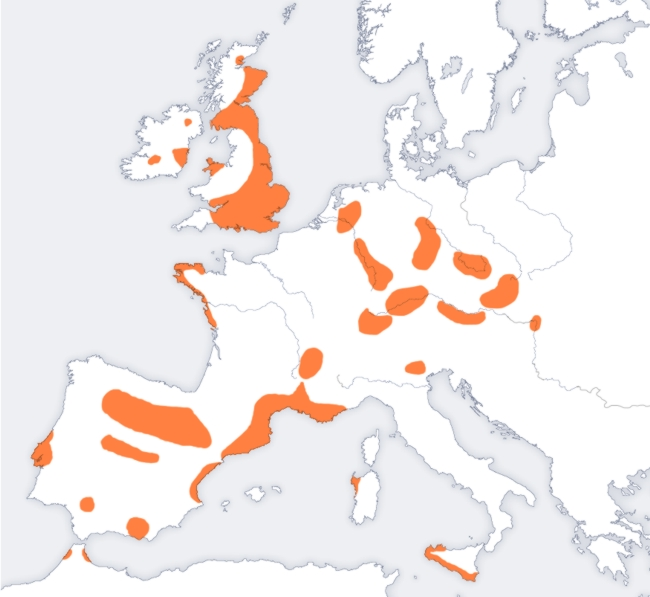
Verspreiding in Europa.

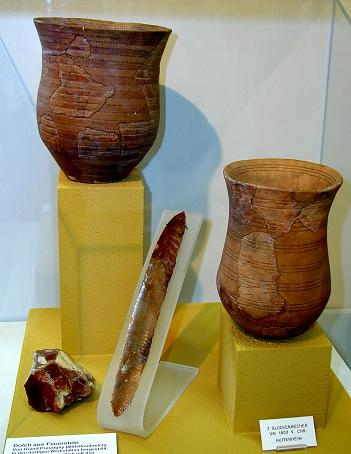
Vondsten van de klokbekercultuur.

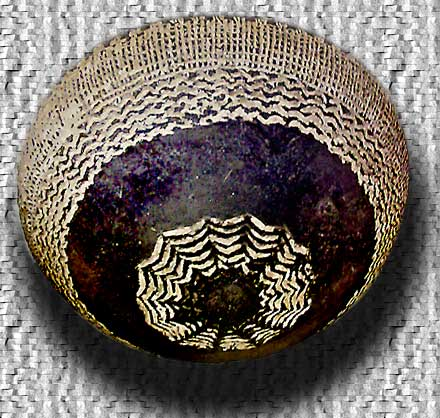
Een schaal uit Ciempozuelos, gevonden in 1894.

De klokbekercultuur (Frans: Culture Campaniforme; Duits: Glockenbecher-Kultur; Engels: Bell Beaker culture) is een archeologische cultuur uit de Kopertijd (het late Neolithicum), daterend tussen ongeveer 2500 tot 2000 voor Christus. Ze is vernoemd naar het aardewerk waarin een flauwe S-vorm vaag aan een omgekeerde kerkklok doet denken, en wordt in heel West-Europa aangetroffen. De term werd voor het eerst door Italiaanse en Tsjechische archeologen gebruikt, maar is voornamelijk door het werk van de Mainzer archeoloog Paul Reinecke gevormd.
Er zijn verschillende theorieën over het ontstaan en de oorsprong van klokbekers. Volgens het "Nederlandse model" zijn de bekers een aanpassing van de eveneens s-vormige standvoetbeker uit het late Neolithicum A (2850-2450 v.Chr.). Hierbij neemt naar verhouding de versiering over het oppervlak van de s-vormige beker toe totdat in de Klokbekerperiode de gehele beker versierd is. Deze standvoetbekers waren aardewerk dat deel uitmaakte van de standvoetbekercultuur, een lokale variant van de enkelgrafcultuur, wat weer een lokale variëteit van de touwbekercultuur was. In Nederland en Noordwest-Duitsland gaat de laatste fase van de klokbekercultuur, rond 2000 voor Christus, over in de wikkeldraadbekercultuur van de vroege Bronstijd.
In gebieden waar de standvoetbekercultuur niet voorkomt bestaan andere theorieën over het ontstaan van de klokbekercultuur, voornamelijk samenhangend met migraties (waarvoor deze onderzoekers bewijs proberen te vinden in de studie van fossiel DNA en de stikstof- en zuurstofisotopen van menselijk botmateriaal). 

## Interpretatie
De interpretatie van de vondsten heeft veel aanleiding tot controverse gegeven. De Australische archeoloog Vere Gordon Childe zag in de vondsten uitingen van een oorlogszuchtig volk dat zich plunderend over Europa verspreidde, maar deze hypothese verklaart de vondsten van "gemengde" graven niet en is later verworpen, toen ook nederzettingen en een agrarisch bestaan werden aangetoond. Een andere hypothese uit deze vroegste tijd was dat dit volk zich in Zuidoost-Europa heeft ontwikkeld na contacten met de Andronovocultuur, een nomadisch steppevolk. Een statistische analyse uit 2001 van grote hoeveelheden C14-dateringen suggereert dat de oudste klokbekers gevonden werden bij grote fortificaties aan de Portugese kust die dateren uit de Kopertijd. Op basis van de ontwikkeling van het aardewerk worden echter Nederland en Westfalen gezien als oorsprongsgebied van de klokbekercultuur. Deze interpretatie gaat ervan uit dat de klokbekercultuur als cultuurcomplex is ontstaan uit de touwbekercultuur en dat deze zich door culturele diffusie heeft verspreid. De recentste conclusie is dat op basis van C14-dateringen het niet te zeggen is waar de Klokbekercultuur ontstond, vanwege een plateau in de calibratiecurve. Wel is het duidelijk dat de materiële cultuur en de objecten zich gedurende een zeer korte periode over grote delen van Europa hebben verspreid. Mogelijk zijn er zelfs meerdere oorsprongsgebieden voor de diverse elementen van de Klokbekercultuur.

## Oorsprong en verspreiding
De overgang blijkt niet alleen uit vondsten van keramiek, ook de wijze van begraven verandert. In plaats van collectief begraaft men nu de doden individueel, soms met een grafheuvel, soms ook in een ondiepe kuil. De oudste vondsten worden in Noordwest-Europa gedaan, maar tegen het eind van deze cultuurperiode zijn ook vondsten uit Zuid- en Zuidoost-Europa bekend, waar de klokbekercultuur zich met culturen uit de vroege bronstijd schijnt te hebben vermengd.
Gezien de verspreiding in Europa en de vele associaties met artefacten uit "andere" culturen ligt de conclusie voor de hand dat het hier eerder om een cultuurcomplex gaat, dat wil zeggen een geheel van culturele uitingen, dan om een etnische groep.
Of de klokbekercultuur zich heeft verspreid door volksmigratie of door kennisoverdracht was binnen de wetenschap lange tijd voer voor discussie. Recent DNA-onderzoek wijst uit dat de cultuur in sommige gebieden door massale migratie werd verspreid (minimaal 70% percent van het DNA is afkomstig van immigranten uit het oosten), maar dat tussen het Iberisch schiereiland en de rest van Europa in die tijd weinig migratie is geweest en de cultuur zich daar door kennisoverdracht heeft verspreid.
In de klokbekercultuur werden grote delen (ca. 50%) van Westelijke Steppeherders-afkomst aangetroffen bij individuen in Duitsland, Tsjechië en Groot-Brittannië. De genetische verandering was het grootst in Groot-Brittannië, waar ongeveer 90% van de genenpoel binnen een paar honderd jaar werd vervangen.
De vroegste klokbekermensen uit Bohemen met Steppe-afkomst leken genetisch gezien op de touwbekermensen, wat erop wijst dat er sprake was van continuïteit tussen deze twee groepen. Latere klokbekermensen hebben nog eens circa 20% afkomst uit de midden-kopertijd.

## Begrafenisgewoonten
De graven worden veelal aangetroffen in een noord-zuid of noordwest-zuidoost oriëntering, met het hoofd in zuidelijke richting in oostelijke richting kijkend. Deze houding zou in verband kunnen staan met een religieus wereldbeeld waarin de Zon of andere hemellichamen een rol speelden, maar deze hypothese is niet algemeen aanvaard. De graven zijn in typische gevallen ongeveer een meter diep en vaak voorzien van grafgiften in de vorm van aardewerk en gereedschappen. Het type hurkgraf komt voor bij de klokbekercultuur.
Klokbekercultuurgraven worden vaak bij of samen met vondsten van andere (oudere) culturen zoals de bandkeramische cultuur en de touwbekercultuur gevonden, wat op een zekere continuïteit wijst.
In 2012 werd bekendgemaakt dat in 2007 een graf met kenmerken van de klokbekercultuur is aangetroffen tijdens de aanleg van de Hanzelijn.
Karsten Wentink heeft onderzoek uitgevoerd naar de rol van grafgiften en legt een relatie tussen de oriëntatie van grafheuvels uit de klokbekercultuur en de zonsopkomst gedurende het jaar, zoals met de twee horizonnen op de Hemelschijf van Nebra afgebeeld is (deze schijf komt overigens uit een latere periode dan de grafheuvels zelf).

## Levenswijze
Terwijl er over de begrafenisriten van de klokbekercultuur relatief veel bekend is, is over hun levenswijze vrij weinig bekend. Dit heeft tot de stelling geleid dat het voornamelijk een (semi)nomadisch herdersvolk was zonder vaste woonplaats. Uit de vondsten van stenen polsbeschermers kan men afleiden dat ze goede boogschutters waren en uit de vele vondsten van geïmporteerde waar blijkt dat ze op grote schaal handel dreven. Tevens was de klokbekercultuur de eerste in Noordwest-Europa die van koperen wapens gebruikmaakte.